# Аларкон, Себастьян
Себастья́н Рамо́н Аларко́н Рами́рес (исп. Sebastián Ramón Alarcón Ramírez; 14 января 1949, Вальпараисо, Чили — 30 июня 2019, Москва, Россия) — чилийский кинорежиссёр, сценарист, продюсер и композитор, долгое время живший и работавший в Советском Союзе.

## Биография
Родился 14 января 1949 года в Вальпараисо. В 1968—1969 годах обучался в киношколе при Университете Чили. В 1971 году был за государственный счёт отправлен в Москву, где поступил во Всесоюзный государственный институт кинематографии. После того как в 1973 году в Чили произошёл переворот, решил остаться в СССР.
После окончания института работал на студии «Мосфильм». В 1977 году совместно с Александром Косаревым снял на «Мосфильме» политический фильм «Ночь над Чили», который удостоился специального приза за режиссёрский дебют на X Московском кинофестивале. Разоблачению диктатуры посвящены и его последующие фильмы «Санта Эсперанса» и «Падение Кондора».
В конце 1980-х — начале 1990-х годов снял ряд советских и российских фильмов.
В конце 1990-х годов вернулся на родину, где продолжил заниматься режиссёрской деятельностью, по-прежнему сотрудничал с российским кинематографом. На XXX Московском кинофестивале входил в состав жюри основного конкурса.
Скончался 30 июня 2019 года в Москве. Похоронен на Богородском кладбище.

## Фильмография

### Актёр
- 1977 — Ночь над Чили

### Режиссёр
- 1974 — Первые страницы (к/м)
- 1975 — Три Пабло (короткометражный)
- 1977 — Ночь над Чили
- 1979 — Санта Эсперанса
- 1982 — Падение Кондора
- 1984 — Выигрыш одинокого коммерсанта
- 1986 — Ягуар
- 1988 — История одной бильярдной команды
- 1990 — Испанская актриса для русского министра
- 1991 — Агенты КГБ тоже влюбляются
- 1992 — Контрабандист, или В поисках золотого фаллоса
- 1996 — Шрам. Покушение на Пиночета
- 2002 — Фотограф / El Fotógrafo
- 2008 — Безухий / Desorejado (Чили)
- 2013 — Косухи[3][4]
- 2018 — Оппозиционер

### Сценарист
- 1977 — Ночь над Чили
- 1979 — Санта Эсперанса
- 1982 — Падение Кондора
- 1984 — Выигрыш одинокого коммерсанта
- 1986 — Ягуар
- 1988 — История одной бильярдной команды (совместно с А. Адабашьяном)[5]
- 1990 — Испанская актриса для русского министра
- 1990 — Шрам. Покушение на Пиночета
- 1991 — Агенты КГБ тоже влюбляются
- 1992 — Контрабандист, или В поисках золотого фаллоса
- 2002 — Фотограф / El Fotógrafo (совместно с А. Адабашьяном)[5](Чили)
- 2008 — Безухий / Desorejado (Чили)

### Композитор
- 1986 — Ягуар
- 1992 — Контрабандист, или В поисках золотого фаллоса

### Художник
- 1990 — Испанская актриса для русского министра
- 1991 — Агенты КГБ тоже влюбляются
- 1992 — Контрабандист, или В поисках золотого фаллоса
- 1996 — Шрам. Покушение на Пиночета

### Продюсер
- 1996 — Шрам. Покушение на Пиночета
- 2002 — Фотограф / El Fotógrafo (Чили)

## Отношение к «новому кино Чили»
Критически относился к современному чилийскому киноискусству, считая, что годы диктатуры Пиночета способствовали его упадку:

При Пиночете создалась огромная культурная яма, жуткая, тёмная ниша… Были закрыты все киношколы, отменены все культурные мероприятия… Никаких киноклубов: они подозрительны. Из проката исчезло всё европейское кино, всё ценное, что существует. <…> …почти 20 лет действовал комендантский час. <…> Молодёжь рано возвращалась домой, упиралась в телевизор. Всё пиночетовское поколение училось на американской телепродукции и B-movies. Снова снимать стали только с 1990 года. Возникло огромное количество киношкол — нет, это слишком громкое слово. Все кому не лень создавали, чтобы делать деньги… В результате мы имеем огромное количество киноработников, которые у меня вызывают некоторые сомнения.

## Семья
Первая жена — Татьяна Витальевна Яковлева, киноредактор, доцент ВГИКа.
- Сын — российский оператор Денис Аларкон-Рамирес[3].

Вдова — Светлана Аларкон (Кочетова), ассистент режиссёра.
- Двое детей[7].